# Obereopsis mediofuscovitticollis
Obereopsis mediofuscovitticollis là một loài bọ cánh cứng trong họ Cerambycidae.